# Phyllanthus fadyenii
Phyllanthus fadyenii är en emblikaväxtart som beskrevs av Ignatz Urban. Phyllanthus fadyenii ingår i släktet Phyllanthus och familjen emblikaväxter. IUCN kategoriserar arten globalt som otillräckligt studerad.
Artens utbredningsområde är Jamaica. Inga underarter finns listade i Catalogue of Life.